# Ostend (Frankfurt nad Menem)
Ostend, Frankfurt-Ostend – 8. dzielnica (Stadtteil) miasta Frankfurt nad Menem, w Niemczech, w kraju związkowym Hesja. Należy do okręgu administracyjnego Innenstadt IV.